# Protaphorura macfadyeni
Protaphorura macfadyeni is een springstaartensoort uit de familie van de Onychiuridae. De wetenschappelijke naam van de soort is voor het eerst geldig gepubliceerd in 1953 door Gisin.